# Otto Pick (1925)
Otto Pick (4. března 1925 Praha – 20. března 2016 Praha) byl český politolog a diplomat. V 80. letech 20. století byl ředitelem československého vysílání rádia Svobodná Evropa v Mnichově. Je autorem mnoha odborných článků a publikací.

## Život
Otto Pick se narodil v pražské ulici Nekázanka, měl česko-židovské kořeny. Jeho otcem byl českobudějovický rodák Hugo Pick. Maminka Hedvika pocházela z prominentní židovské rodiny Gerstelů, její otec byl stařešinou Maiselovy synagogy.
V Praze vychodil obecnou školu, ve studiu pokračoval na Anglickém gymnáziu. Díky transportu Nicholase Wintona se v roce 1939 ve 14 letech dostal do Velké Británie. Dostudoval zde střední školu, získal stipendium ke studiu na Oxfordské univerzitě. V roce 1943 však vstoupil do československé armády v Anglii, byl zařazen jako spojař a radista, zúčastnil se i vylodění v Normandii.
Po druhé světové válce se vrátil do Prahy, kde začal studovat na Právnické fakultě UK. V roce 1948 s přáteli utekl přes hranice do Německa, kde se přihlásil pohraniční stráži. „Tenkrát nebyl žádný ostnatý drát, nebyly miny, byly jenom hlídky a ty byly líné, jezdily v autech po silnicích. Když jste si vypočítal intervaly mezi přejížděním hlídek, tak jste se dostal ven,“ komentoval to později.
Pokračoval do Velké Británie, kde začal studovat historii na Oxfordu a pracovat jako redaktor BBC. Později studoval na London School of Economics, kde pak začal učit jako asistent. Poté přešel na nově budovanou Univerzitu v Surrey v Guildfordu, kde se následně stal děkanem a prorektorem. Zde také získal profesuru.
Od roku 1983 žil v Mnichově, kde pracoval jako ředitel československého vysílání rádia Svobodná Evropa. V roce 1991 se vrátil do Československa.
V letech 1994 až 1998 vedl Ústav mezinárodních vztahů. Koncem 90. let byl prvním náměstkem ministra zahraničí Jana Kavana, později zastával také funkci velvyslance se zvláštním posláním, a to zaměřením na česko-německé a česko-rakouské vztahy. Přednášel na Filozofické fakultě Univerzity Karlovy a v Diplomatické akademii, byl členem správní rady Česko-německého fondu budoucnosti.
Zemřel v Ústřední vojenské nemocnici v Praze ve věku 91 let.

## Ocenění
- Československá medaile Za chrabrost před nepřítelem (1945)
- Spolkovým křížem za zásluhy (Bundesverdienstkreuz) za podporu a rozvoj demokracie
- Britskou královnou jmenován členem Řádu svatého Michala a svatého Jiří (2002)[4]